# Revolución de los Claveles
La Revolución de los Claveles (en portugués: Revolução dos Cravos), conocida en Portugal como el 25 de abril por antonomasia, fue un golpe de Estado llevado a cabo en ese país por militares pertenecientes al Movimiento de las Fuerzas Armadas el 25 de abril de 1974 contra la dictadura del Estado Nuevo, en el poder desde 1926. Este alzamiento marca el inicio del proceso que desembocaría en la restauración de la democracia en Portugal, convertido en un estado democrático y de derecho tras medio siglo de dictadura, que continuó con unas primeras elecciones democráticas libres un año después del 25 de abril.
Asimismo, tras la revolución se permitió que las colonias portuguesas ultramarinas se independizaran después de las guerras coloniales portuguesas. Antes de terminar 1975, Portugal había concedido la independencia a Angola, Cabo Verde, Guinea Bisáu, Mozambique, Santo Tomé y Timor Oriental. El enclave de Macao se ofreció a la República Popular China en esa mismas fechas, pero no aceptó la transferencia de soberanía hasta 1999.

## Contexto
A inicios de la década de los 70, el régimen del Estado Nuevo seguía pesando como una losa sobre Portugal. Aunque en 1968, su fundador, António de Oliveira Salazar, sufrió un accidente que le provocó un hematoma cerebral, lo que le obligó a abandonar el gobierno (falleció en 1970), la política autoritaria del Régimen continuó con Marcelo Caetano como presidente. Cualquier intento de reforma política fue abortado debido a la propia inercia del Estado Nuevo y al poder de la policía secreta: la Policía Internacional y de Defensa del Estado (PIDE).
A finales de la década de 1960 el gobierno portugués estaba aislado de un mundo occidental en plena efervescencia social e intelectual. Mientras tanto, en las provincias portuguesas de Mozambique y Angola, arrastradas por los movimientos de descolonización de la época, habían estallado revueltas desde principios de la década y obligaban al gobierno a mantener por la fuerza de las armas el Imperio colonial portugués, instalado en el imaginario de los ideólogos del régimen como un «elemento de la identidad nacional» que debía conservarse a toda costa. El país se vio abocado a invertir grandes recursos humanos y materiales en una guerra de pacificación costosa y difícil de sostener para Portugal, actitud que contrastaba con el resto de potencias de Europa, que, pese a contar con más recursos que Portugal, preferían asegurarse la salida del continente africano de la forma más conveniente y menos costosa. En la provincia de Guinea Portuguesa la situación era aún más grave, ya que había estallado una guerra abierta y el Gobierno apenas controlaba la capital regional, Bisáu, y algunas zonas cercanas. Además, las guerrillas separatistas de la provincia habían llegado incluso a ser reconocidas como el Gobierno legítimo de la provincia e incluso como Estado independiente por la Asamblea de Naciones Unidas en una declaración no vinculante en 1973.
Los conflictos en África habían generado conflictos entre la sociedad civil y la élite militar. Todo esto mientras el modelo económico propugnado por el gobierno, basado en la autarquía y en la exportación de materias primas, acompañado por un débil desarrollo industrial y un fuerte mercantilismo en todos los sectores de la economía, hacía que Portugal permaneciera como el país más pobre de Europa Occidental, y generara una fuerte emigración, principalmente hacia Estados Unidos, Canadá, Francia, Venezuela y Alemania Occidental.

## Creación delMovimiento de las Fuerzas Armadas
En febrero de 1974, el presidente del Gobierno, Marcelo Caetano, fue animado por la vieja guardia del Ejército a destituir al general António de Spínola y a sus apoyos cuando trataba de modificar el curso de la política gubernamental de Defensa en las provincias africanas, que había llegado a ser demasiado costosa para el país. De hecho, Spínola había ganado fama entre los oficiales del Ejército opuestos a las políticas del Gobierno cuando en ese mismo mes publicó Portugal e o futuro (Portugal y el futuro), texto con casi 50 000 reproducciones, donde Spínola declaraba que el país no debía proseguir la guerra en África sino buscar una «solución política». 
Desde ese momento en que se hicieron visibles las divisiones existentes en el seno de la élite del Gobierno, apareció Movimiento de las Fuerzas Armadas (MFA). Este grupo nació en secreto en 1973 entre algunos oficiales del ejército, al principio preocupados por cuestiones profesionales, pero que se politizaron rápidamente por el empantanamiento de la situación social y bélica (realmente era una guerra en toda regla) en África.
A finales de 1973, el MFA había crecido hasta convertirse en una preocupación para la policía secreta de Portugal, precisamente cuando gran parte de los apoyos de Oliveira Salazar procedían de la élite militar, a la cual el salazarismo había confiado un importante papel político con motivo de la represión de los movimientos anticoloniales. Sin embargo, los oficiales medios estaban en contra de la política de ascensos realizados por el gobierno de Caetano y por su exposición en las guerras coloniales.
La organización del MFA se decidió en diciembre de 1973 con la constitución de una Comisión Coordinadora, un secretariado formado por Otelo Saraiva de Carvalho, Vitor Alves y Vasco Lourenço junto a una comisión que se encargó del programa del MFA liderado por Meló Antunes. 
El 16 de marzo de 1974, un grupo de oficiales del MFA intentó sublevar un regimiento de infantería en la localidad de Caldas de la Reina, a unos 90 km de Lisboa para marchar contra la capital. El llamado Levantamiento de las Caldas fracasó ese mismo día y este hecho motivó al régimen de Marcelo Caetano a lanzar una agresiva campaña de espionaje dentro del Ejército, ordenando detenciones y traslados de guarniciones. Los jefes del MFA, creyendo inviable una salida pacífica, concluyeron que sería necesario recurrir a un levantamiento a nivel nacional para derrocar al régimen pero que, para asegurar el éxito inmediato y evitar una guerra civil, debían ampliar su círculo de contactos y, sobre todo, acelerar los planes de la revuelta cubriendo todos los detalles precisos para no dar tiempo a la reacción gubernamental.
Según el capitán Carlos de Almada Contreiras, la idea de utilizar canciones como señal de aviso a las tropas revolucionarias surgió luego de leer el Libro blanco del cambio de gobierno en Chile, publicado por la dictadura militar de dicho país sudamericano y en donde se intentaba justificar el golpe de Estado del 11 de septiembre de 1973 mediante la difusión de un supuesto plan de autogolpe del gobierno de Salvador Allende, denominado Plan Z; en él se presentaba un listado de canciones que supuestamente serían utilizados para indicar determinadas acciones.

## Desarrollo de la revuelta militar

### Madrugada del 25 de abril

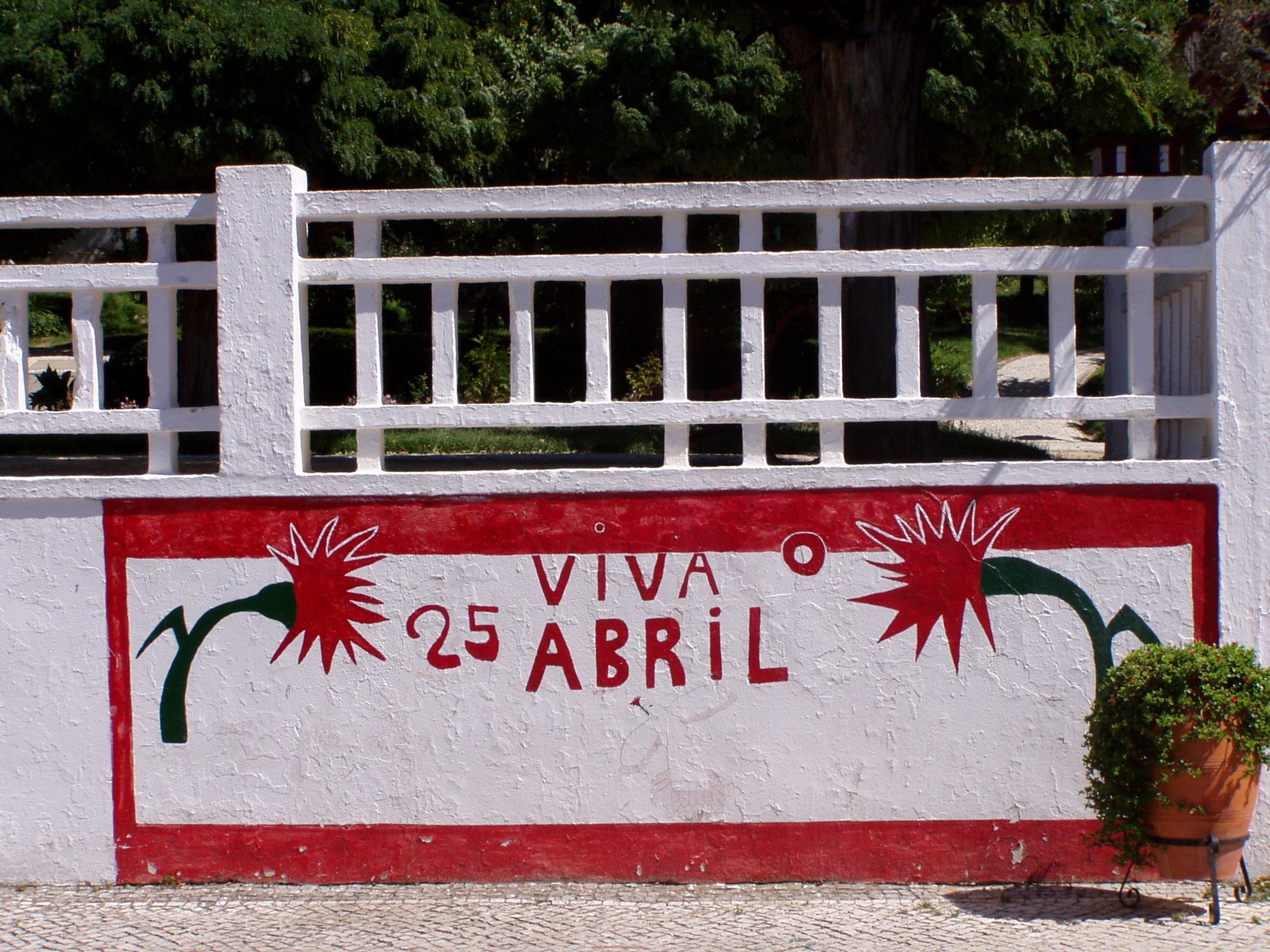
En Portugal, el levantamiento que depuso a la dictadura es conocido popularmente como el 25 de abril.

El levantamiento militar comenzó, técnicamente, a las 22:55 horas del 24 de abril, con la canción «E depois do Adeus» de Paulo de Carvalho, que había representado a Portugal en el Festival de Eurovisión unos días atrás, presentada por el periodista João Paulo Diniz de la Rádio Emissores Associados de Lisboa. Este era el primer aviso para que las tropas se prepararan en sus puestos y sincronizaran relojes. A las 00:25 horas del 25 de abril, Rádio Renascença transmitió «Grândola, Vila Morena» de José Afonso. En el plan inicial la canción era otra del mismo autor, pero estaba prohibida por el régimen. Era la segunda señal pactada por el MFA para ocupar los puntos estratégicos del país, mediante una serie de actuaciones coordinadas fijadas por un puesto de mando establecido por el mayor Otelo Saraiva de Carvalho en el cuartel del Pontón en Lisboa.
En las horas siguientes, el gobierno se derrumbó. A partir de las 01:00 horas del 25 de abril, las guarniciones de las principales ciudades (Porto, Santarém, Faro, Braga, Viana do Castelo) decidieron seguir las órdenes del MFA, ocuparon aeropuertos y aeródromos, y tomaron las instalaciones de gobierno civiles. De hecho, fuera de Lisboa la situación discurrió con sorprendente calma, y a lo largo de la madrugada las autoridades fácticas del país perdieron el control del país sin resistencia ignorando totalmente la situación real del país.
Pese a que desde las 03:00 horas se emitieron continuos llamamientos radiofónicos de los que más tarde serían conocidos como «capitanes de abril» (los oficiales jefes del MFA) a la población, para que permaneciera en sus hogares, y a la policía, para no oponerse a las actividades de las tropas rebeldes, al amanecer de ese mismo día miles de civiles portugueses se echaron a las calles en varias localidades, mezclándose con los militares sublevados. En el transcurso de la madrugada, los militares rebeldes salieron de sus cuarteles y ocuparon los aeropuertos internacionales de Lisboa y de Oporto, ordenando el cese de los vuelos en todo el espacio aéreo portugués. Unidades de la marina de guerra se adhirieron a la revuelta y tomaron el control de los puertos del Atlántico, de Madeira y de las Azores. 
Si bien al inicio las tropas de la aviación se mantuvieron indecisas, aceptaron seguir al MFA debido a la decidida actuación de las tropas rebeldes del ejército. En torno a las 04:00 horas, el Gobierno toma conocimiento por primera vez de la revuelta y de su magnitud, y se pierde el factor sorpresa, pero no se obedecieron las órdenes del presidente Marcelo Caetano y de sus ministros, dictadas durante las tres horas siguientes para detener a los rebeldes por la fuerzay, a las  09:00 horas, las fuerzas del MFA controlaban todos los puntos claves del país.

### Tras el amanecer del 25 de abril
Uno de los hitos de aquellas concentraciones fue la marcha de las flores en Lisboa, caracterizada por una multitud pertrechada de claveles, la flor de temporada. Una camarera, Celeste Caeiro, que regresaba a casa cargada de las flores que iban a ser entregadas a los asistentes de un banquete para celebrar el primer aniversario del restaurante de autoservicio «Sir» en la calle Braamcamp (el cual fue suspendido por la situación) no pudo dar el cigarrillo que un soldado le pedía desde un tanque en la plaza del Rosío, justo al inicio del Largo do Carmo, donde los tanques de los sublevados aguardaban nuevas órdenes en una tensa espera desde la madrugada. Como la joven solo llevaba los manojos de claveles, le dio uno. El soldado lo puso en su cañón y los compañeros repitieron el gesto colocándolos en sus fusiles, como símbolo de que no deseaban disparar sus armas, extendiéndose la acción por toda la ciudad y generando el nombre con que la revuelta pasaría a la historia.
Las acciones militares rebeldes fueron protagonizadas también por el capitán Salgueiro Maia que, al frente de las fuerzas de la Escuela Práctica de Caballería, salió de Santarén para marchar sobre Lisboa con una columna de tropas. En la capital logró la adhesión de más tropas y con ellas ocupó el Praça do Comércio, en plena Plaza del Comercio de Lisboa, a primeras horas de la mañana del día 25, luchando por mantener el orden, evitar desmanes de civiles y convencer a las fuerzas militares de la capital que aún se hallaban en duda ante los sucesos. 
El presidente del Gobierno, Marcelo Caetano, y el resto del Gabinete, incapaces de contener la situación, se refugiaron en el cuartel del barrio del Carmo, en Lisboa, que fue cercado por el MFA a las 10:00 horas del 25 de abril apoyado por una multitud de manifestantes. La intervención de la fragata Almirante Gago Coutinho en la desembocadura del Tajo para liberar al Gobierno fracasa a las 12:00 horas, mientras los comunicados del MFA declaran tener bajo control todo el país y que "se acerca la hora de la liberación". Caetano discutió la situación con el capitán rebelde Salgueiro Maia, quien dirigía a las tropas sublevadas que cercaban el Carmo, y que le presentó un ultimátum a las 14:30 horas para dimitir y entregarle el poder antes de las 16:00 horas.

### La caída del Gobierno
Tras vencer a las 16:00 horas el ultimátum para la rendición del Gobierno, y siendo imposible contar con apoyos significativos en las fuerzas armadas para defender el ordenamiento vigente, Marcelo Caetano pidió a Salgueiro Maia rendirse ante un oficial de alta graduación, a lo cual accedió Salgueiro. 
Para ese fin se dio aviso al general António de Spínola, uno de los jefes del MFA en el cuerpo de caballería, quien acudió al Cuartel del Carmo para recibir la rendición del presidente del Gobierno a las 17:45 horas. Caetano indicó a Spínola que capitulaba con todo el Consejo de Ministros ante un general «para evitar que el poder caiga en la calle» y fue sacado con los que habían sido sus ministros en un transporte de tropas Bravia Chaimite a las 19.00 horas, en medio de la multitud en las calles, para ser mantenido bajo arresto. Horas después, en circunstancias poco claras, y probablemente con la mediación de potencias internacionales, Caetano y los exministros fueron autorizados por el nuevo Gobierno revolucionario a volar hasta las islas Azores, desde donde partieron al exilio hacia Brasil. 
A las 20.00 horas el Ejército, ya bajo el mando del nuevo presidente en funciones, António de Spínola, retomó el cuartel general de la aviación en Lisboa y arrestó a altos cargos del Gobierno depuesto que se habían refugiado allí, sin resistencia; en paralelo el Ejército retomó el control de los últimos cuarteles de Lisboa donde resistían oficiales leales al expresidente Caetano,, que se negaban a reconocer al nuevo Gobierno que había tomado el poder horas antes. Estos oficiales se rindieron sin lucha, en tanto la gran mayoría de reclutas y suboficiales ya habían reconocido horas antes la legitimidad del nuevo Gobierno. 
Pese a que el nuevo Gobierno insistió desde el primer instante de su mandato (e incluso antes de tomar el poder) en que deseaba evitar violencias, el cambio de Gobierno provocó cuatro muertos y decenas de heridos ocasionados por los disparos de algunos agentes de la PIDE, la policía política, que se negaban a reconocer el fin de la dictadura. Desde su cuartel general lisboeta, realizaron disparos contra manifestantes civiles a las 20:30 horas en un esfuerzo por resistir al levantamiento; los agentes policiales que apoyaban a Caetano quedarían cercados por el Ejército en las horas sucesivas y se rendirían finalmente al nuevo Gobierno a las 09.46 horas del día siguiente. La ausencia de apoyo a Caetano entre las Fuerzas Armadas causó que los nostálgicos de la policía política se rindieran poco después, al ser inviable oponerse por la fuerza al peso del Estado.
A las 01:00 horas del 26 de abril, la Radiotelevisión de Portugal presentó a los miembros del MFA encabezados por el presidente del Gobierno en funciones, general Spínola, que ya habían asumido el control de todo el país, y que estarían encargados del Gobierno a partir de entonces. Se constituyó la Junta de Salvación Nacional.

## Consecuencias

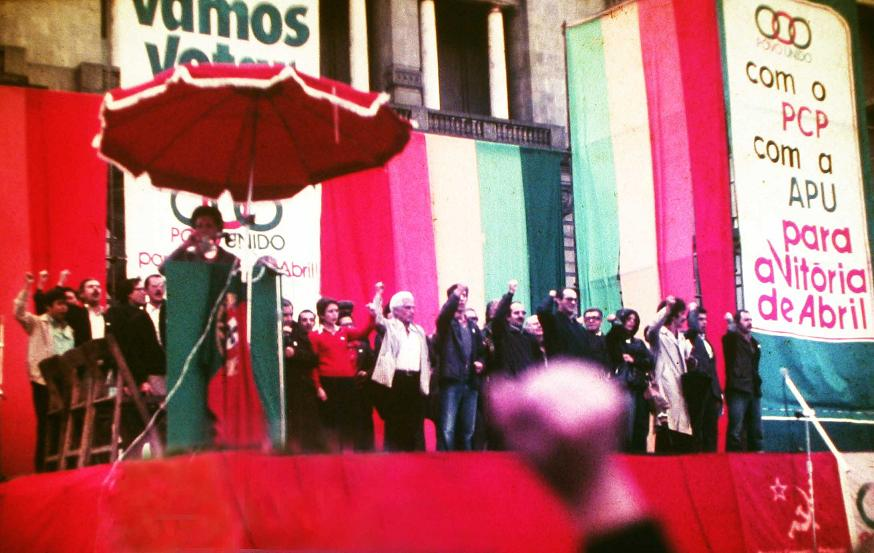
Mitin comunista en Oporto, en 1980, conmemorando el 25 de abril.

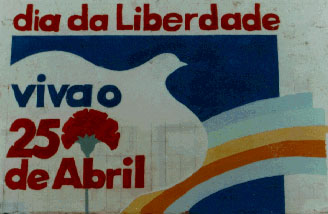
Mural conmemorativo de la Revolución de los Claveles. Colección de António Paixão Esteves en el Centro de Documentación 25 de abril.

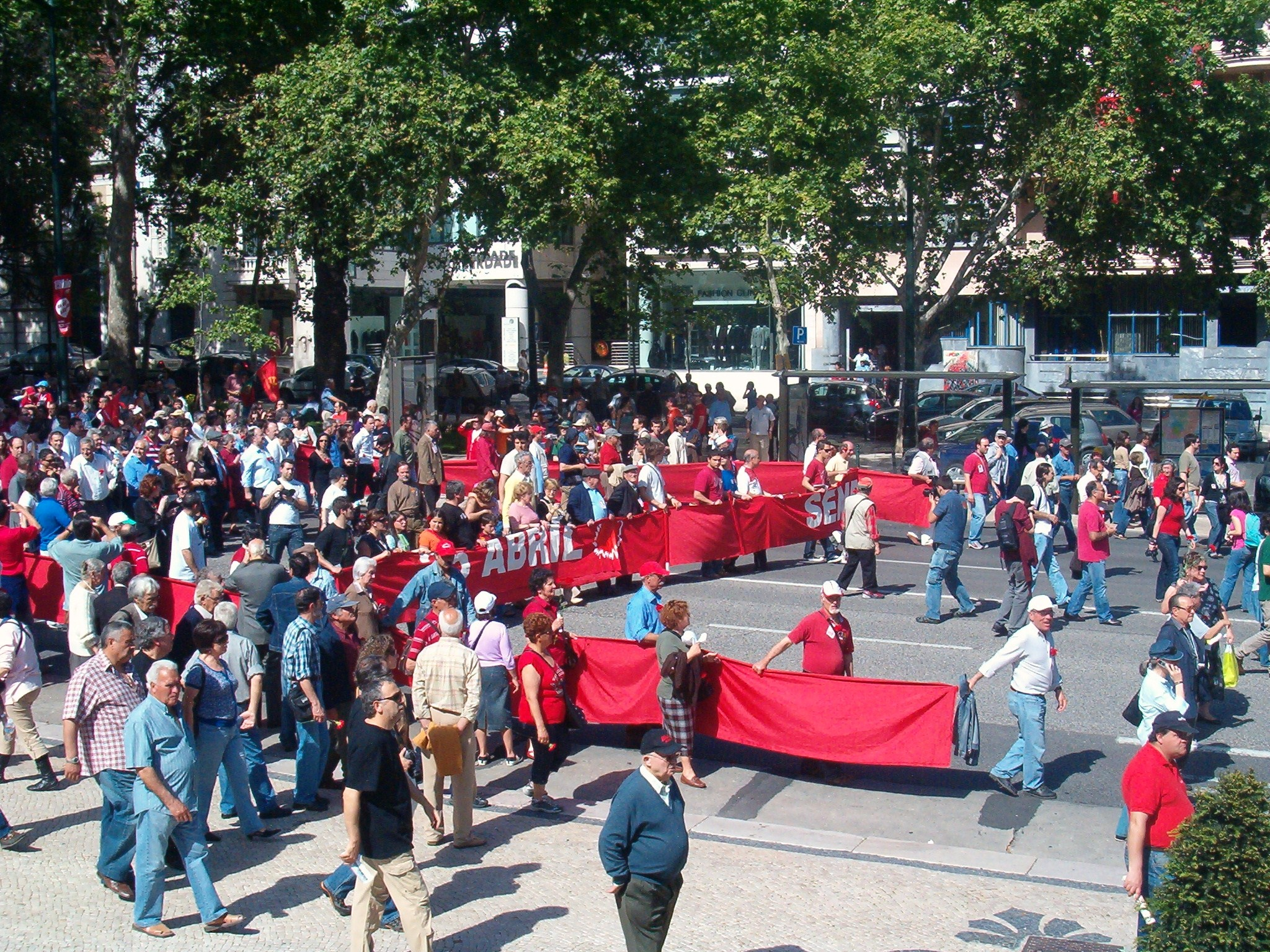
Celebración del 34.º aniversario de la Revolución de los Claveles, en 2008.

Posteriormente al día 25, fueron liberados los presos políticos de la Prisión de Caxias. Se produjo también el retorno desde el exilio de los líderes políticos de la oposición: el socialista Mário Soares regresó a suelo portugués el 29 de abril y el comunista Álvaro Cunhal, el 30. Al año siguiente se convocaron elecciones constituyentes y se estableció una democracia parlamentaria de corte occidental. Con todo, la revolución precipitó el fin del imperio colonial portugués en África, aunque de modo desordenado pues las guarniciones en África recibieron la simple orden de volver a la metrópoli y dejarlo atrás todo, sin coordinar previamente el traspaso de poder a estos, a pesar de que los grupos independentistas africanos carecían de cuadros políticos y técnicos suficientes para asumir funciones gubernamentales. Para colmo, el temor a represalias de las nuevas autoridades independentistas africanas motivó una emigración «a la inversa» de casi 500 000 civiles portugueses residentes en África, los «retornados», desde terratenientes hasta obreros y tenderos, que debieron abandonar trabajos y bienes en suelo africano en cuestión de días o de semanas.
Duró dos años el periodo turbulento que siguió a la Revolución de los Claveles, caracterizado por luchas entre la izquierda y la derecha. Ese período pasó a la historia como el Proceso Revolucionario en Curso o PREC, una designación ambigua usada por los gobernantes que da cuenta de la falta de definición del rumbo de los acontecimientos. Se sucedieron cinco gobiernos provisionales, cada vez más radicales. Hubo varios intentos de golpe militar derechista para paralizar el proceso: el 28 de septiembre de 1974 y el 11 de marzo de 1975, episodios derrotados tras los cuales se aceleró la radicalización política del régimen.
Fue nacionalizada toda la banca y la mayor parte de la gran industria. En marzo de 1975 el ala de oficiales comunistas del Movimiento de las Fuerzas Armadas anunció que se había iniciado la «transición al socialismo». Sin embargo, las elecciones constituyentes de abril de 1975 dieron la victoria a fuerzas socialistas moderadas, más cercanas a la socialdemocracia de partidos como el SPD alemán o el PS francés, que lucharon por suprimir la influencia política de militares pro-comunistas, siendo apoyados por un fuerte núcleo derechista concentrado en las provincias al norte del Tajo. En el otoño de 1975, el país estuvo cerca de una guerra civil, pero un fallido intento de golpe de Estado de militares pro-comunistas el 25 de noviembre estabilizó la situación. El régimen socialista desarmó y licenció a los oficiales revolucionarios y restauró la disciplina jerárquica entre las tropas, cuidando de que los puestos clave del poder quedaran en manos de los partidos políticos más votados. En esa situación más tranquila se aprobó la constitución de 1976 y se inició la consolidación de la democracia.

## Reacciones internacionales
En la vecina España franquista la situación de Portugal fue vista con preocupación. Francisco Franco había roto con la política colonial portuguesa en 1964, de modo que no ofreció otra ayuda que el voto negativo a las condenas en las instituciones internacionales, actitud que generó resentimiento en los sectores gubernamentales lusos. Desde los inicios de 1974 la prensa española, incluso la más oficialista, recogió con detalle el deterioro de la situación militar y política tanto en Ultramar como en la metrópoli. Por primera vez aparecieron críticas veladas por no afrontar la descolonización como habían hecho el resto de países europeos. Pocos días antes, el general Spínola citó al sobrino del dictador, Nicolás Franco y Pascual de Pobil para anunciarle que era inminente el levantamiento que cambiaría el Gobierno, quien trasladaría personalmente ese mismo día la información a su tío, que crípticamente informó en el Consejo de Ministros de que iba a pasar algo en el país vecino, pero no avisó a su homólogo de Lisboa.
Sin embargo, la facilidad con que fuera derrocada la dictadura salazarista (considerada incluso «más sólida» que el propio franquismo), el entusiasmo desbordante de la población y la serie de profundas transformaciones políticas sucedidas en cuestión de meses, generaron inquietud en los círculos gubernamentales españoles. A pesar de que en todo momento el nuevo gobierno revolucionario portugués manifestó su absoluto respeto por el sistema político interno de España, y su voluntad de mantener buenas relaciones con el vecino peninsular, la amenaza de caída del franquismo era latente. Por ello, el gobierno español apoyó activamente a la derecha portuguesa opuesta al MFA y en paralelo fortaleció la represión política dentro de España para evitar que el ejemplo portugués alimentara a los grupos opositores. Estos, como se esperaba, redoblaron sus actividades de propaganda por los mismos motivos, ayudados por la evidencia de que el levantamiento de Portugal había sido muy poco violento pese a un contexto más difícil que el español, y por tanto la caída del franquismo podría suceder también de modo pacífico, disipando los temores de la población española ante un cambio de régimen. 
Por su parte la OTAN no mostró inicial preocupación ante la «Revolución de Abril» en tanto Portugal siguiera cumpliendo sus deberes como miembro de la «Alianza Atlántica» pero la postura de la OTAN (y especialmente de Estados Unidos) se tornó pronto en temor a que los comunistas portugueses controlaran el MFA e impusieran una dictadura prosoviética en un país con gran potencial geopolítico en los años de la Guerra Fría, al poseer bases estratégicas en el Atlántico Norte (islas Azores y Madeira) y un amplísimo litoral oceánico. No obstante, el curso de los acontecimientos en 1974 y 1975 con el debilitamiento interno de los comunistas, el ascenso de los socialistas y la subsistencia de una fuerte corriente de derechas al norte del Tajo, más las informaciones de diplomáticos anglosajones en Lisboa y Madrid, desaconsejaron al presidente estadounidense Gerald Ford una intervención militar en Portugal, considerándose suficientes las actividades secretas desarrolladas en el país.
El día 25 de abril es festividad nacional en Portugal y suele acoger conmemoraciones y celebraciones cívicas. En 2014, Portugal emitió una moneda celebrando el 40.º aniversario de la Revolución.

## Cine y literatura
- Cine
  - Capitanes de abril, filme dirigido por Maria de Medeiros (2000)
  - A la revolución en un 2 CV, filme italiano de Muricio Sciarra (2001)
- Literatura
  - Los memorables, (Os Memoráveis, 2014), novela de Lídia Jorge publicada por La Umbría y la Solana.